# Muckle Skerry (Orkney)
Muckle Skerry ist eine Insel der Orkney. Sie ist die größte der Pentland Skerries, einer Gruppe von vier Schären im Pentland Firth. Bei einer Länge von 1,1 km ist Muckle Skerry maximal 600 m breit. Im Nordwesten befinden sich drei kleine, namenlose Seen. Muckle Skerry liegt 4,5 Kilometer südlich von South Ronaldsay und 7,1 Kilometer nordöstlich von Duncansby Head, der nordöstlichsten Spitze des schottischen Festlands.  Während 1881 noch 17 Einwohner gezählt wurden, ist Muckle Skerry heute unbewohnt. Ein Landeplatz zum Anlegen von Booten befindet sich an der Nordostküste.

## Geschichte

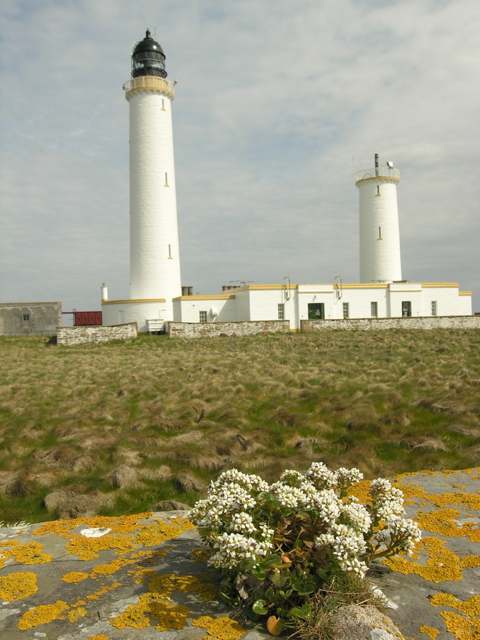
Pentland Skerries Lighthouse

Auf Muckle Skerry finden sich Spuren früherer Besiedlung. Nicht gesichert ist, ob sich nahe der als „Tennisplatz“ bezeichneten nordöstlichen Landspitze die Überreste eines Brochs befinden. Bei drei teils stark zerstörten Strukturen in der Nähe des Leuchtturms handelt es sich wahrscheinlich um Cairns. Besiedlungsspuren finden sich im Wesentlichen entlang der Nordküste.
1794 wurde mit dem 36 m hohen Pentland Skerries Lighthouse einer der ersten Leuchttürme Schottlands auf Muckle Skerry errichtet. Heute ist der Turm automatisiert und das einzige erhaltene Bauwerk auf der Insel. Er ist als Baudenkmal in der höchsten schottischen Denkmalkategorie A gelistet.
1964 verunglückte und sank an der Westseite der Insel das DDR-Handelsschiff Käthe Niederkirchner. Die gesamte Besatzung wurde durch die Leuchtturmwärter gerettet.